# Андренки
Андре́нки — село в Україні, у Диканській селищній громаді Полтавського району Полтавської області. Населення становить 0 осіб. До 2020 орган місцевого самоврядування — Нелюбівська сільська рада.

## Географія
Село Андренки знаходиться на правому березі річки Середня Говтва, вище за течією на відстані 3 км розташоване село Чернещина, нижче за течією на відстані 1,5 км розташоване село Сивці, на протилежному березі - село Нелюбівка.

## Історія
12 червня 2020 року, відповідно до розпорядження Кабінету Міністрів України № 721-р «Про визначення адміністративних центрів та затвердження територій територіальних громад Полтавської області», село увійшло до складу Диканської селищної громади.
19 липня 2020 року, в результаті адміністративно - територіальної реформи та ліквідації Диканського району, село увійшло до складу новоутвореного Полтавського району.